# Moruț, Bistrița-Năsăud

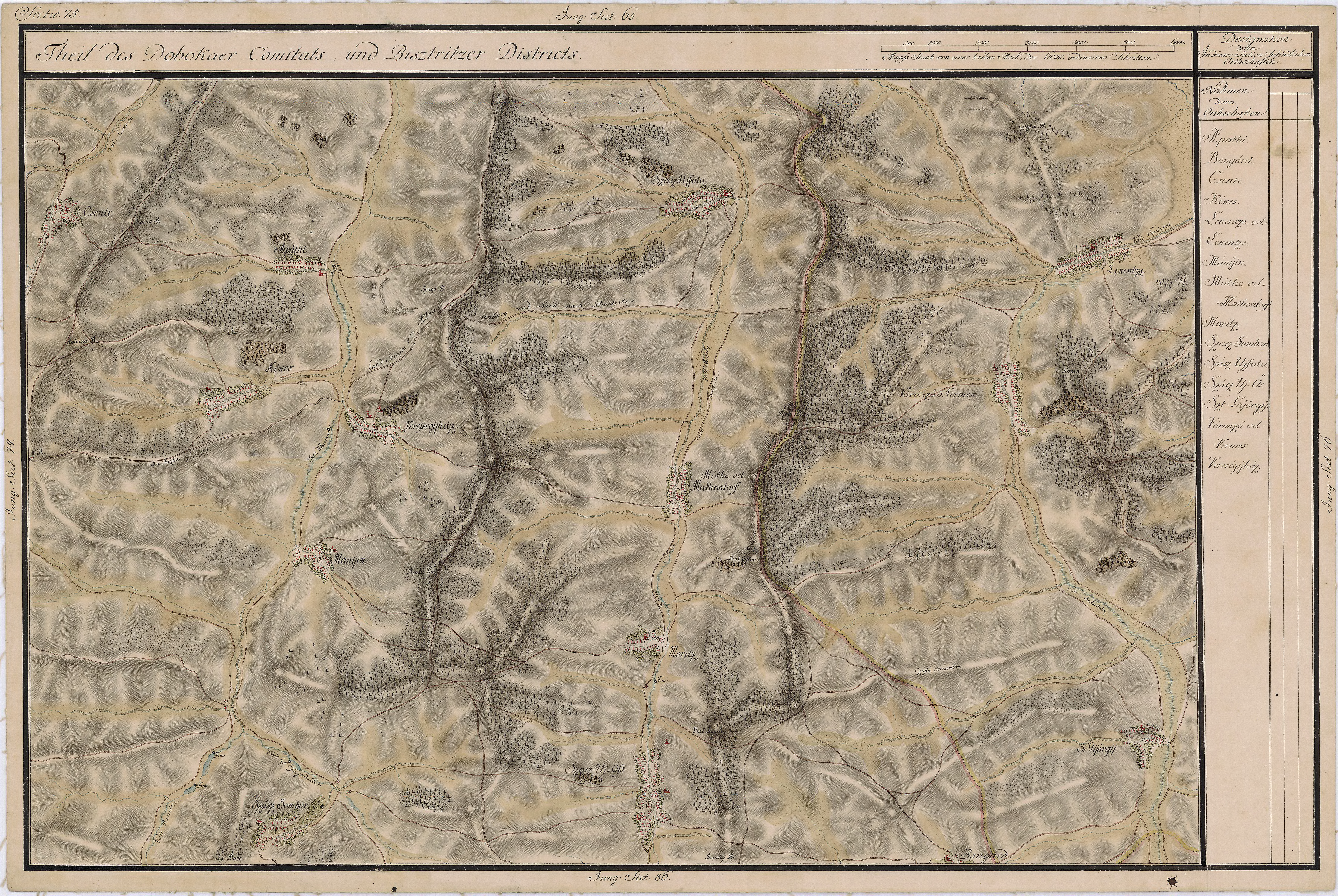
Moruț în Harta Iosefină a Transilvaniei, 1769-73

Moruț (în dialectul săsesc Marz, Maurz, în germană Moritzdorf, Mauritz, în maghiară Aranyosmóric, Szászmóric, Szász-Móricz, Móric) este un sat în comuna Matei din județul Bistrița-Năsăud, Transilvania, România.
Transilvania, România.

## Vezi și
- Biserica de lemn din Moruț
- Biserica evanghelică din Moruț
- Pământul crăiesc al sașilor, partea nordică
  - Țara Năsăudului de lângă Năsăud
  - Reener Ländchen de lângă Reghin

## Imagini

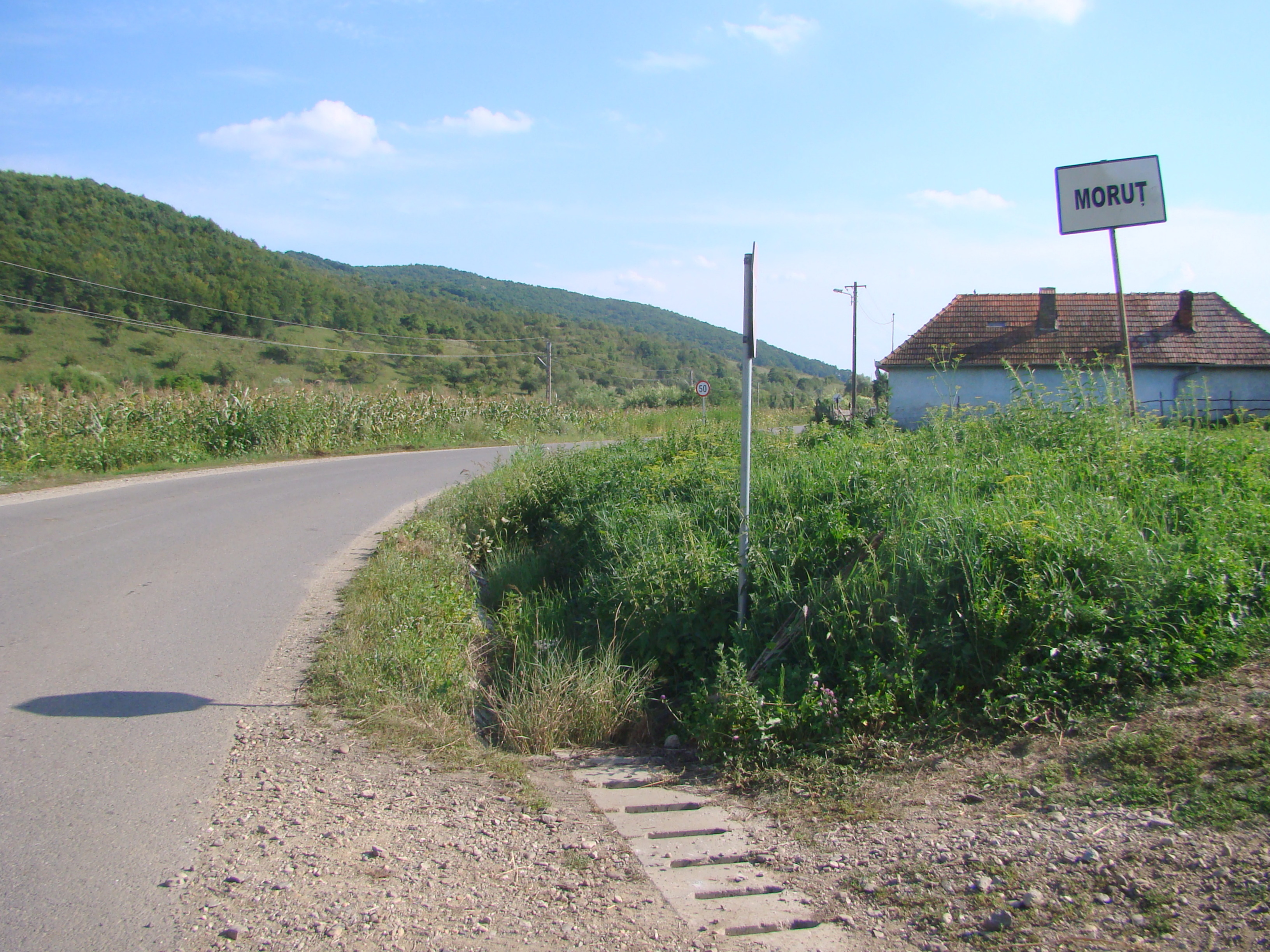
Intrarea în localitate
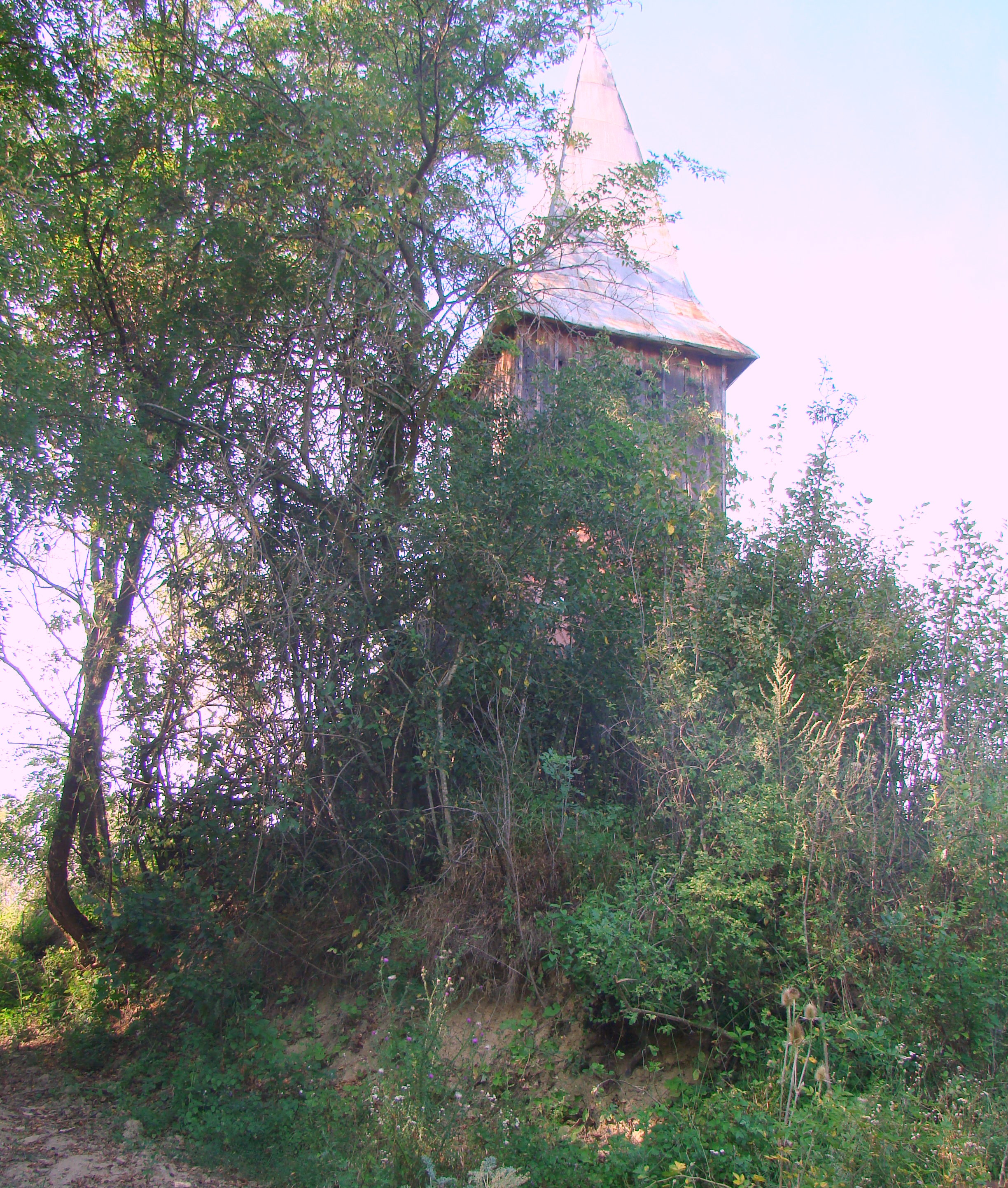
Fosta biserică romano-catolică

## Demografie

### 2002
- La recensământul din 2002 avea o populație de 259 locuitori dintre care: 147 români, 57 țigani, 30 germani și 25 maghiari.

Componența etnică a satului Moruț (2002)
     Români (56,8%)
     Romi (22%)
     Germani (11,6%)
     Maghiari (9,7%)

### Populație istorică
- În 1910 avea 482 locuitori, dintre care 249 de români, 172 de germani și  61 de maghiari.

Componența etnică a satului Moruț  (1910)
     Români (51,65%)
     Germani (35,68%)
     Maghiari (12,65%)